# Кесслер, Хенри
Хе́нри Ке́сслер (англ. Henry Kessler; 25 июня 1998, Нью-Йорк) — американский футболист, центральный защитник клуба «Сент-Луис Сити» и сборной США.

## Карьера

### Клубная карьера
Кесслер занимался футболом в академии «Нью-Йорк Ред Буллз» и команде «Бичсайд» в Норуолке, штат Коннектикут.
В 2017—2019 годах Кесслер обучался в Виргинском университете и играл за университетскую футбольную команду «Верджиния Кавальерс» в Национальной ассоциации студенческого спорта.
В 2017 и 2018 годах также выступал в Премьер-лиге развития за клуб «Эй-си Коннектикут».
30 декабря 2019 года Кесслер подписал контракт с MLS по программе Generation adidas.
9 января 2020 года на Супердрафте MLS Кесслер был выбран в первом раунде под общим шестым номером клубом «Нью-Инглэнд Революшн». Его профессиональный дебют состоялся 29 февраля в матче стартового тура сезона против «Монреаль Импакт», в котором он отыграл все 90 минут. 23 сентября в матче против «Монреаль Импакт» забил свой первый гол в профессиональной карьере. По итогам сезона 2020, в котором, сыграв в 22-х из 23-х матчей, стал лидером команды по выносам (83), перехватам (34), отборам (21) и владению мячом (123), Кесслер был признан защитником года «Нью-Инглэнд Революшн». 8 апреля 2023 года в матче против «Клёб де Фут Монреаль» получил травму правого подколенного сухожилия, из-за чего выбыл из строя почти на полгода. 11 октября 2023 года Кесслер продлил контракт с «Нью-Инглэнд Революшн» на два года, до конца сезона 2025, с клубной опцией на сезон 2026.
3 августа 2024 года «Нью-Инглэнд Революшн» обменял Кесслера «Сент-Луис Сити» на Тима Паркера и $600 тыс. в общих распределительных средствах. За «Сент-Луис Сити» он дебютировал 24 августа в матче против «Портленд Тимберс».

### Международная карьера
В составе сборной США до 23 лет Кесслер принимал участие в Мужском олимпийском квалификационном турнире КОНКАКАФ 2020 в марте 2021 года.
Кесслер был добавлен в состав сборной США на Золотой кубок КОНКАКАФ 2021 перед стадией плей-офф турнира, заместив травмированного Уокера Циммермана. 1 августа в финале турнира против сборной Мексики, выйдя на замену перед финальным свистком во втором экстра-тайме, дебютировал за сборную США.

## Достижения
Командные
 «Нью-Инглэнд Революшн»
- Победитель регулярного чемпионата MLS: 2021

 сборная США
- Победитель Золотого кубка КОНКАКАФ: 2021

## Статистика
| Выступление          | Выступление      | Выступление      | Лига | Лига | Плей-офф | Плей-офф | Кубок | Кубок | Континент | Континент | Итого | Итого |
| Клуб                 | Лига             | Сезон            | Игры | Голы | Игры     | Голы     | Игры  | Голы  | Игры      | Голы      | Игры  | Голы  |
| -------------------- | ---------------- | ---------------- | ---- | ---- | -------- | -------- | ----- | ----- | --------- | --------- | ----- | ----- |
| Нью-Инглэнд Революшн | MLS              | 2020             | 22   | 1    | 4        | 0        | —     | —     | —         | —         | 26    | 1     |
| Нью-Инглэнд Революшн | MLS              | 2021             | 28   | 1    | 1        | 0        | —     | —     | —         | —         | 29    | 1     |
| Нью-Инглэнд Революшн | MLS              | 2022             | 22   | 1    | —        | —        | 1     | 0     | 0         | 0         | 23    | 1     |
| Нью-Инглэнд Революшн | MLS              | 2023             | 9    | 1    | 1        | 0        | 0     | 0     | 0         | 0         | 10    | 1     |
| Нью-Инглэнд Революшн | MLS              | 2024             | 17   | 0    | —        | —        | —     | —     | 5         | 0         | 22    | 0     |
| Нью-Инглэнд Революшн | Итого            | Итого            | 98   | 4    | 6        | 0        | 1     | 0     | 5         | 0         | 110   | 4     |
| Сент-Луис Сити       | MLS              | 2024             | 1    | 0    | —        | —        | —     | —     | —         | —         | 1     | 0     |
| Всего за карьеру     | Всего за карьеру | Всего за карьеру | 99   | 4    | 6        | 0        | 1     | 0     | 5         | 0         | 111   | 4     |